# Педагогіка Монтессорі

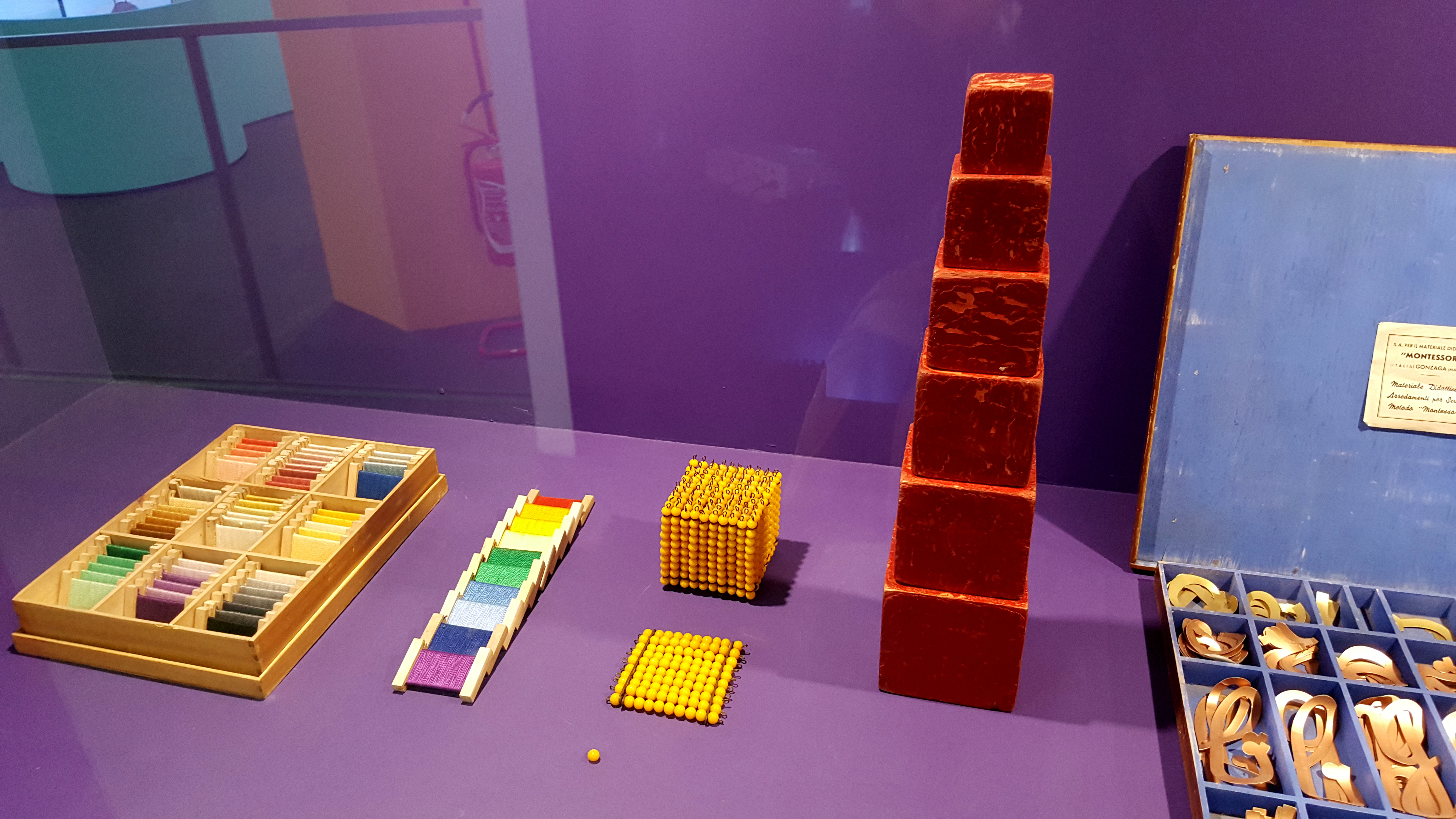
Традиційні навчальні матеріали Монтессорі на виставці «Призначено для дітей» на Триєннале Мілана

Педагогіка Монтессорі — це система навчання дітей, яка спрямована на розвиток природних інтересів і діяльності, а не на використання формальних методів навчання. У класі Монтессорі акцент робиться на практичному навчанні та розвитку навичок реального світу. Він підкреслює самостійність і розглядає дітей як особистостей, які від природи прагнуть до знань і здатних розпочати навчання в достатньо сприятливому та добре підготовленому навчальному середовищі. Філософію, що лежить в основі, можна розглядати як похідну від теорії природного розгортання. Це не сприяє вимірюванню досягнень звичними методами, такими як оцінки та тести.
Метод був розроблений на початку 20 століття італійською лікаркою, освітянкою Марією Монтессорі, яка розвинула свої теорії шляхом наукових досліджень і спостережень за учнями; з тих пір цей метод використовується в багатьох частинах світу, як у державних, так і в приватних школах.
Існує низка практик під назвою «Монтессорі», яка не є торговою маркою. Популярні елементи включають різновікові класи, свободу студентів (включно з вибором діяльності), тригодинний робочий цикл, спеціально навчених викладачів і підготовлене середовище. Наукові дослідження щодо методу Монтессорі позитивні, а в огляді 2017 року висвітлені докази його ефективності

## Історія
Пройшовши медичну освіту, Марія Монтессорі почала розвивати свою освітню філософію та методи в 1897 році, відвідуючи курси з педагогіки в Римському університеті та вивчаючи освітню теорію.  Під час відвідування психіатричних закладів Риму в рамках навчання з учителем Монтессорі зауважила, що діти з особливими освітніми потребами потребують більшої стимуляції з боку свого оточення. У 1907 році вона відкрила свою першу класну кімнату, Casa dei Bambini, або Дім Дітей, у багатоквартирному будинку в Римі.
  З самого початку Монтессорі базувала свою роботу на своїх спостереженнях за дітьми та експериментах із середовищем, матеріалами та доступними для дітей уроками. Вона часто називала свою роботу «науковою педагогікою».
У 1901 році Марія Монтессорі познайомилася з видатними реформаторами освіти Алісою та Леопольдо Франчетті. Марію Монтессорі запросили провести її перший курс для вчителів і створити «Дім дітей» у віллі Монтеска, будинку Франчетті в Чітта ді Кастелло. Монтессорі прожила з Франчетті два роки і вдосконалювала свою методику разом з Алісою Франчетті. У 1909 році вона задокументувала свої теорії в Il metodo della pedagogia sciencea (пізніше перекладена англійською як «Метод Монтессорі» в 1912 році). Франкетті Баронс фінансували видання книги, а методика мала назву «Метод Франчетті-Монтессорі».
Освіта Монтессорі поширилася в Сполучених Штатах до 1912 року і стала широко відомою в освітніх і популярних виданнях. У 1913 році Нарцисса Кокс Вандерліп і Френк А. Вандерліп заснували школу Скарборо, першу школу Монтессорі в США. Однак між Монтессорі та американським освітнім закладом виник конфлікт. Критична брошура 1914 року «Система Монтессорі, досліджена впливовим педагогом Вільямом Гердом Кілпатріком» обмежила поширення ідей Монтессорі, і вони занепали після 1914 року. Монтессорі-освіта повернулася до Сполучених Штатів у 1960 році і з тих пір поширилася на тисячі тамтешніх шкіл. Монтессорі продовжувала розвивати свою роботу протягом свого життя, розробляючи комплексну модель психологічного розвитку від народження до 24 років, а також освітні підходи для дітей віком від 0 до 3, від 3 до 6 і від 6 до 12 років.
Освіта Монтессорі також поширилася по всьому світу, включаючи Південно-Східну Азію та Індію, де Марія Монтессорі була інтернована під час Другої світової війни.

## Метод
Метод Монтессорі базується на моделі розвитку людини. Цей освітній стиль ґрунтується на двох переконаннях: що психологічне самобудування дітей і дорослих, що розвиваються, відбувається через взаємодію з навколишнім середовищем і що діти (особливо віком до шести років) мають вроджений шлях психологічного розвитку. Монтессорі вважала, що діти, які мають право вибирати та діяти вільно в середовищі, створеному відповідно до її моделі, діятимуть спонтанно для оптимального розвитку.
Незважаючи на те, що під назвою «Монтессорі» існує низка практик, Міжнародна асоціація Монтессорі (AMI) і Американське товариство Монтессорі (AMS) називають ці елементи основними:
- Різновікові класи: класи для дітей віком 2+1⁄2 або від 3 до 6 років є, безумовно, найпоширенішими, але 0–3, 6–9, 9–12, 12–15 і 15–18 років — також існують
- Вибір учнем виду діяльності з запропонованого діапазону варіантів
- Безперервні робочі цикли, в ідеалі три години
- Конструктивна або дослідницька модель, за якою учні вивчають концепції, працюючи з матеріалами, а не шляхом прямих інструкцій
- Спеціалізовані навчальні матеріали часто виготовляються з натуральних, естетичних матеріалів, таких як дерево, а не з пластику
- Продумане підготовлене середовище, де матеріали організовані за предметними областями (зонами), є доступним для дітей і має належний розмір
- Свобода, що має обмеження
- Підготовлений учитель, який має досвід спостереження за особливостями, схильностями, вродженими талантами та здібностями дитини

Монтессорі-освіта передбачає вільну діяльність у «підготовленому середовищі», що означає освітнє середовище, адаптоване до основних людських характеристик, до специфічних особливостей дітей різного віку та до індивідуальних особливостей кожної дитини. Функція середовища полягає в тому, щоб допомогти і дозволити дитині розвивати незалежність у всіх сферах відповідно до її внутрішніх психологічних настанов. Окрім доступу до матеріалів Монтессорі, які відповідають віку дітей, середовище має мати такі характеристики:
- Обстановка, яка полегшує рух і активність у класі
- Краса і гармонія, чистота навколишнього середовища
- Меблі, що відповідають пропорціям та потребам дитини
- Обмеження матеріалів, щоб включати лише ті матеріали, які підтримують розвиток дитини
- Порядок
- Природа як у класі, так і поза його межами

## Навчальні практики

### Програми для немовлят і малюків
Монтессорі-класи для дітей до трьох років поділяються на кілька категорій із використанням кількох термінів. Nido, що італійською означає «гніздо», обслуговує невелику кількість дітей від приблизно двох місяців до приблизно 14 місяців або коли дитина впевнено ходить. «Спільнота малюків», або «Тоддлер клас» обслуговує більшу кількість дітей віком приблизно від одного року до 2+1⁄2 або 3 років. Обидва середовища наголошують на матеріалах і заходах, що відповідають розміру та здібностям дітей, можливостях розвитку рухів і заходах для розвитку незалежності. Зазвичай також наголошується на розвитку самостійності в туалеті. Деякі школи також пропонують заняття «Батьки-немовля», в яких беруть участь батьки зі своїми малюками.

### Дошкільний заклад і дитячий садок
Монтессорі-класи для дітей від часто називають Casa, або Дім Дітей, на честь першої школи Монтессорі, Casa dei Bambini в Римі в 1906 році. Типова класна кімната обслуговує 20-30 дітей різновікової групи (від 2+1⁄2 або 3 до 6 років), за підтримки повністю підготовлених провідного викладача та асистентів. Класні кімнати зазвичай обладнані столами та стільцями дитячого розміру, розташованими окремо або невеликими групами, з матеріалами для класу на полицях у висоту дитини по всій кімнаті. Діяльність здебільшого спочатку презентує вчитель, після чого діти можуть вільно вибирати їх відповідно до інтересів. Роль учителя в класі Монтессорі полягає в тому, щоб направляти та консультувати учнів індивідуально, дозволяючи кожній дитині створити свій власний шлях навчання. Матеріали для класу зазвичай включають вправи на залучення до навичок практичного життя, таких як використання ложкою, миття посуду, чищення столів і підмітання. Також матеріали для розвитку чуттів, або сенсорні, математичні матеріали, мовні матеріали, музика, мистецтво та культурні матеріали, включно з більш науково обґрунтованими видами діяльності.
Класну кімнату в Монтессорі-школах умовно поділяють на 5 зон:
Навички Практичного Життя, Сенсорика, Математика, Розвиток мовлення, Космічне виховання. Кожна з цих зон обладнана відповідними дидактичними матеріалами Монтессорі. В школах Монтессорі немає традиційних іграшок, замість них — матеріали для «дитячої роботи», яка природно розвиває кожну дитину відповідно до її індивідуального темпу, здібностей та інтересів.

#### Навички Практичного Життя
Вправи з розвитку Навичок Практичного Життя зазвичай першими пропонуються дитині, яка розпочинає навчання. Від оволодіння навичками, які відпрацьовуються в цій зоні, багато в чому залежить успіх дитини в інтелектуальній роботі. Працюючи зі справжнім побутовим приладдям, діти розвивають контроль та координацію рухів, відповідальність, незалежність, впевненість, звичку працювати самостійно, здібність впорядковано мислити, що досягається завдяки власному свідомому вибору діяльності. Діти дуже люблять працювати в цій зоні, оскільки тут все знайоме та походить з реального життя. Навички Практичного Життя є базовими в Монтессорі освіті. Спеціально розроблені вправи націлені на розвиток концентрації уваги та самостійності дитини. Ці навички необхідні для того, щоб не залежати від дорослих у щоденних побутових справах, самостійно піклуватися про себе, навколишнє середовище та турбуватися про інших, що зміцнює впевненість дитини в собі. В цій зоні малюки навчаються мити посуд, користуватися кухонним приладдям, готувати прості страви, прибирати, чистити взуття, одягатися, сортувати, пересипати, переливати та змішувати.

#### Сенсорика
Сенсорний матеріал Монтессорі забезпечує розвиток і систематизацію чуттів (зір, слух, смак, нюх та дотик), завдяки чіткому науковому підходу. Відмінною рисою цього розділу є ізоляція в окремій роботі лише однієї якості, яка відрізняє предмет один від одного (наприклад, всі характеристики предметів однакові, за винятком кольору, або ваги і тд), в той час, як всі інші характеристики є однаковими для всіх об'єктів. Для всіх матеріалів обов'язковою є можливість самостійного контролю помилки, тобто дитина сама може перевірити правильність виконання, не потребуючи допомоги вчителя. Це навчає дітей працювати самостійно, не боячись помилятися. Заняття в сенсорній зоні розроблені для того, щоб дитина навчилась виявляти різницю між якостями предметів (форма, розмір, вага, колір, запах, текстура, смак та ін.). Ці вміння вдосконалюються з метою підготовки дитини до інтелектуальних робіт та подальшого навчання. Монтессорі матеріали прості та захопливі, вони допомагають дитині дуже точно розрізняти фізичні властивості об'єктів, що її оточують. Діти працюють з геометричними тілами, дзвониками, пазлами, тканинами, звуковими, смаковими та нюховими «коробочками», роботами для вдосконалення стереогностичного та баричного чуття.

#### Математика

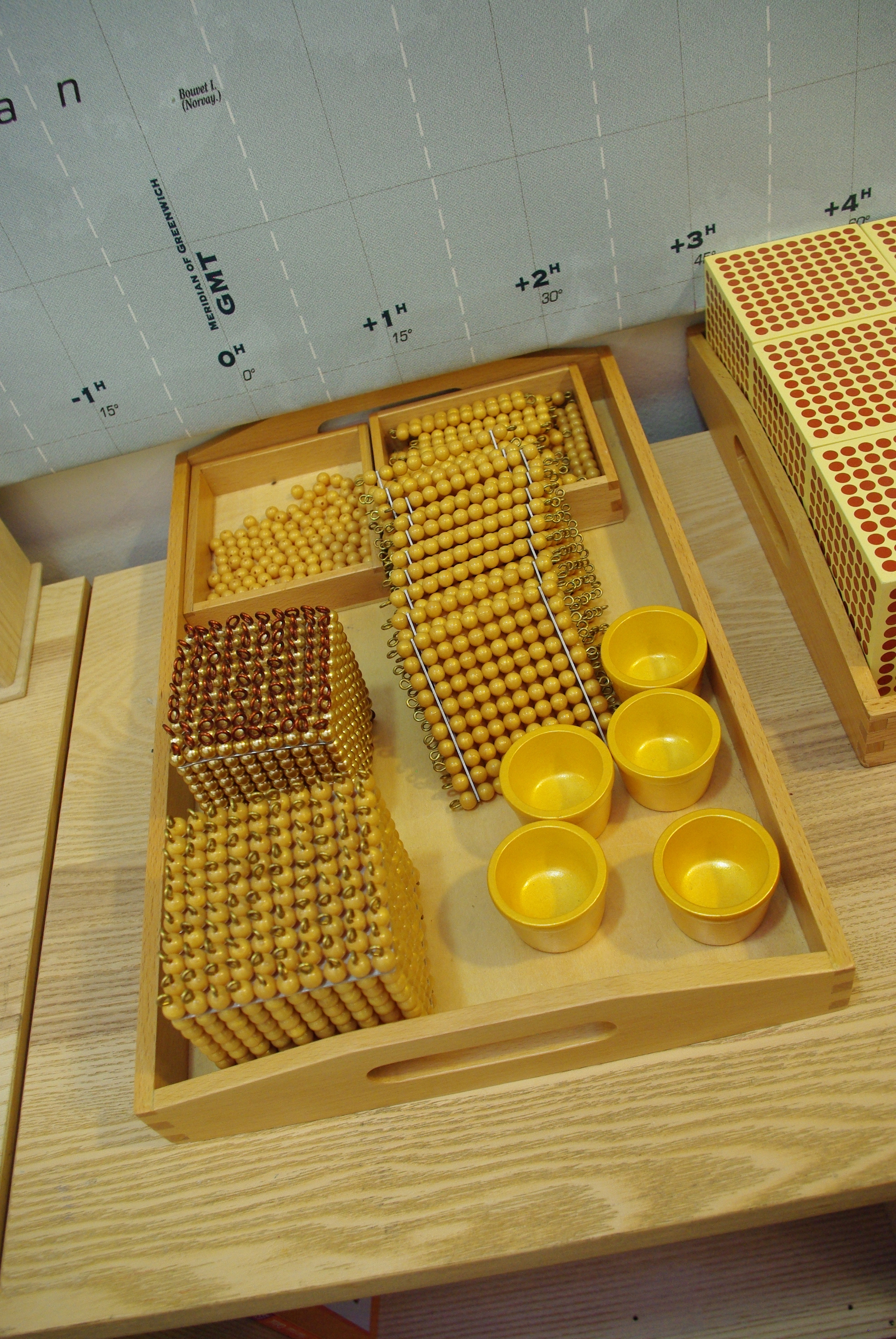
Монтессорі матеріал: «золотий» матеріал для дослідження десяткової системи.

До роботи з Математичними матеріалами дитина приходить вже ґрунтовно підготована. Спершу працюють з різноманітними матеріалами, які допомагають зрозуміти поняття кількості, а вже потім презентують, як саме кількість може виражатися за допомогою цифр. Ці ідеї потім об'єднуються і разом формують підґрунтя для подальшого розуміння математичних принципів. Дитина вчиться систематизувати та впорядковувати предмети, розвиваючи процеси мислення. Це сприяє пізнанню абстрактної математичної теорії шляхом використання наочних, предметних навчальних засобів, з якими можна маніпулювати, експериментувати та відкривати їхні нові можливості. Прикладом є використання ланцюжків із намистин для навчання математичним поняттям, таким, як десяткова система. Зокрема, одиницю позначає одна намистина, брусок з десяти намистин, складених разом представляє 1 × 10, пластина, створена шляхом підгонки 10 брусків разом, представляє сотню (10 × 10), а куб, зіставлений з 10 пластин разом представляє тисячу(10×10×10). Ці матеріали допомагають створити конкретне розуміння абстрактних концепцій, на яких будується подальше навчання.

#### Розвиток Мовлення

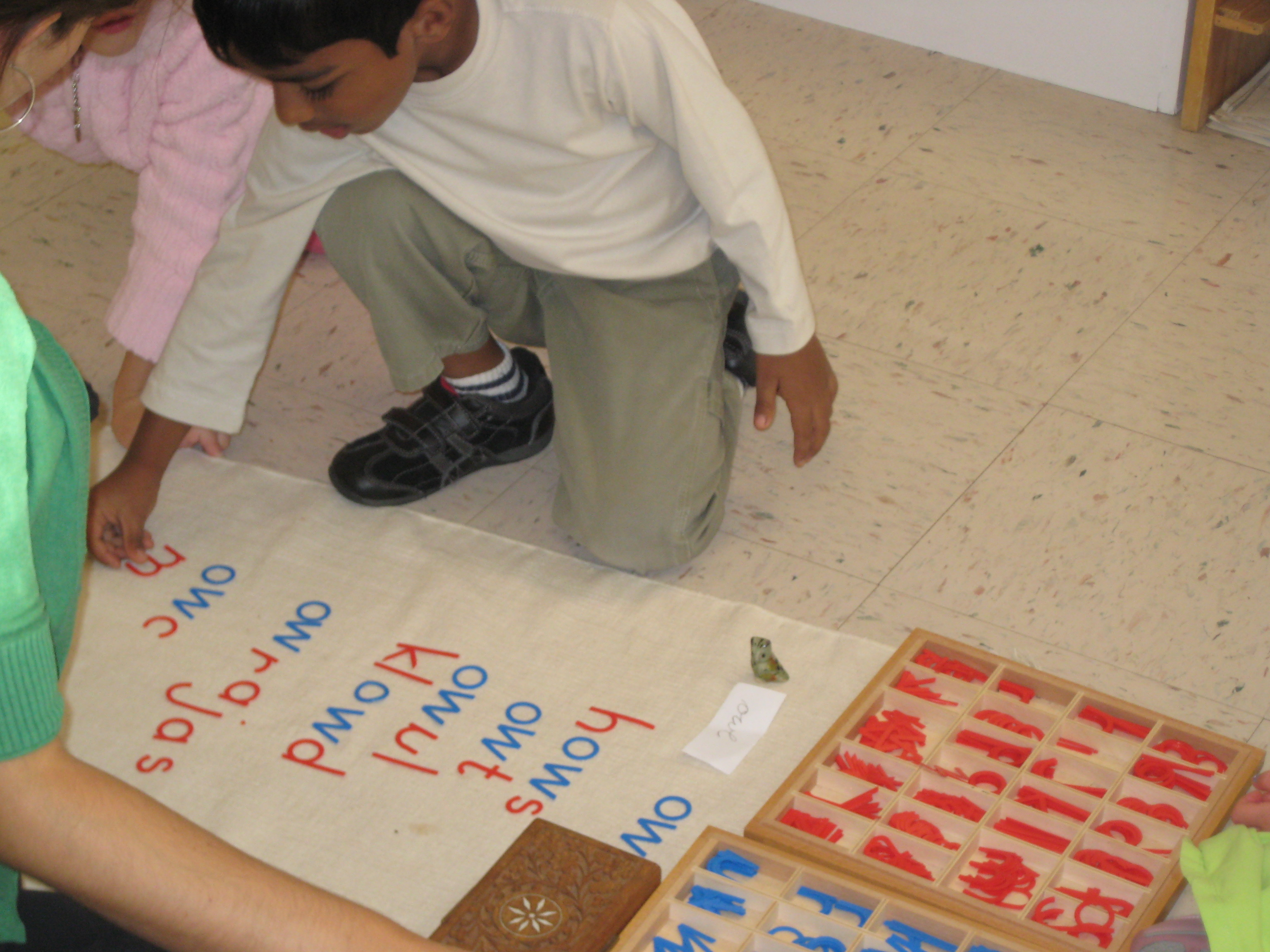
Монтесорі-матеріал: «Робота з рухомим алфавітом»

Монтессорі матеріали з розділу Мовлення мають на меті підтримати внутрішню інтуїтивну здібність дитини до читання та письма. Знаки та символи письма є абстрактними та незрозумілими для дітей, для їх роз'яснення використовують прості матеріальні об'єкти. Під час підготовки до читання та письма діти із задоволенням виконують цікаві вправи, розроблені для розвитку слухового та зорового сприйняття письмових символів, розширення словникового запасу та розвитку моторики. Наприклад, для навчання письму учні використовують букви з наждачного паперу. Це літери створені шляхом вирізання літер з наждачного паперу та розміщення їх на дерев'яних брусках. Потім діти обводять ці літери пальцями, щоб дізнатися форму та звук кожної літери. Діяльність охоплює розпізнання та виділення звуків, їхнє повторення та упорядкування, вправи з так званого інтуїтивного читання, самостійних розповідей та прослуховування книжок.

#### Космічне виховання

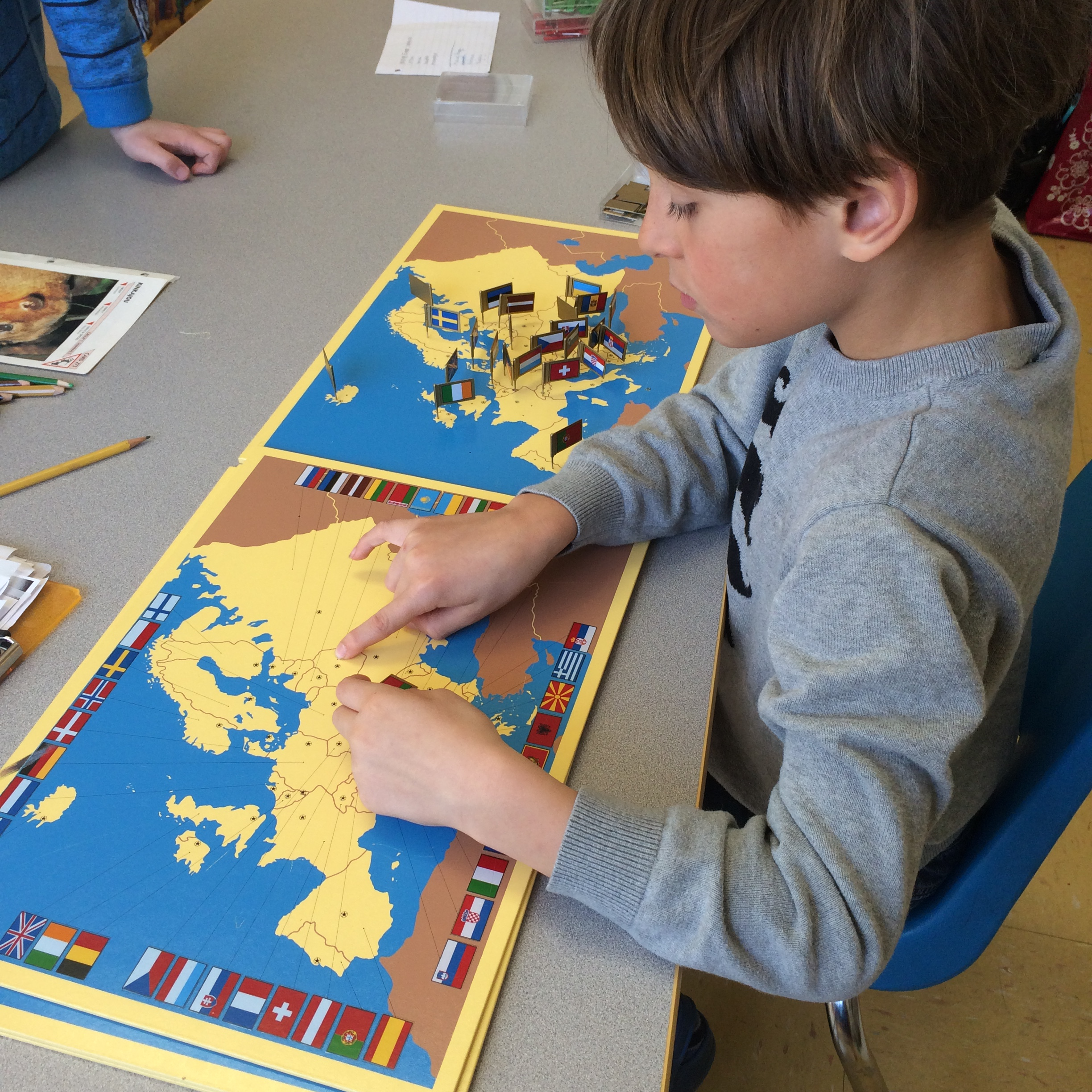
Монтессорі-матеріал: робота з картами

Ідея Космічного Виховання у педагогіці Монтессорі полягає в наданні дитині можливості дізнатися і зрозуміти зв'язки основних елементів всесвіту — часу, природи, історії. Матеріали цієї зони є предметними та наочними, вони охоплюють географію, ботаніку, анатомію, астрономію тощо.
Термін «культура» в Монтессорі освіті обіймає географію, біологію, історію та астрономію. Діти вивчають континенти та дізнаються про культуру й історію народів, що їх населяють, про місцевих тварин та рослини. Вони створюють карти, слухають пісні та легенди, знайомляться з традиційним вбранням, мистецтвом та стравами. Діти пізнають основи науки, здобуваючи практичний досвід впізнавати та класифікувати тварин і рослин, малювати чи складати пазли з їхніх частин, відрізняти типи земної поверхні тощо.

### Початкова школа
Класи початкової школи зазвичай обслуговують змішані вікові групи від 6 до 9 років і від 9 до 12 років; Використовуються також групи 6-12 років. Уроки зазвичай проводяться для невеликих груп дітей, які потім можуть продовжити самостійну роботу відповідно до інтересів та особистої відповідальності. Монтессорі-педагоги проводять міждисциплінарні уроки, вивчаючи різні предмети від біології та історії до теології, які вони називають «великими уроками». Зазвичай вони даються на початку шкільного семестру і забезпечують основу для навчання протягом року. Великі уроки надихають і відкривають двері у нові сфери дослідження.
Уроки включають роботу з мови, математики, історії, природничих наук, мистецтв тощо. Кероване учнем дослідження ресурсів за межами класу є невід'ємною частиною освіти. Монтессорі використовувала термін «космічна освіта», щоб вказати як на універсальний обсяг уроків, які мають бути представлені, так і на ідею, що освіта має допомогти дітям усвідомити роль людини у взаємозалежному функціонуванні Всесвіту.
Школи Монтессорі більш гнучкі, ніж традиційні школи. У традиційних школах учні сидять за столами або партами, щоб виконувати свою роботу. У школі Монтессорі дитина сама вирішує, де вона хоче працювати: за столом чи на підлозі. Йдеться про те, щоб вони йшли туди, де їм зручніше. Все, що знадобиться дитині під час навчання, розміщується на полиці, до якої учень може легко дістатися. Це сприяє не лише їхньому навчанню, а й їхній незалежності, оскільки їм не потрібно звертатися за допомогою. Монтессорі-класи мають певний віковий діапазон, щоб молодші учні могли рівнятися на старших учнів, а старші учні могли допомагати молодшим учням за потреби. Це дає всім віковим групам можливість вчитися одна в одної.

### Середня і старша школа
Освіта Монтессорі для цього рівня менш розвинена, ніж програми для дітей молодшого віку. За своє життя Монтессорі не створила програми підготовки вчителів чи детального плану навчання підлітків. Проте ряд шкіл розширили свої програми для дітей молодшого віку до рівня середньої та старшої школи. Крім того, декілька Монтессорі-організацій розробили курси підготовки вчителів або орієнтаційні курси, і з'являється консенсус щодо плану навчання. Монтессорі писала, що «суттєва реформа нашого плану з цієї точки зору може бути визначена наступним чином: у важкий період підліткового віку корисно залишити звичне оточення сім'ї в місті і виїхати в тихе місце, що близько до природи».

### Цифрові технології
З розвитком мобільних пристроїв із сенсорним екраном деякі роботи Монтессорі перетворилися на мобільні програми. Мобільні додатки критикували через відсутність фізичної взаємодії з об'єктами.
Хоча не всі це підтримують, більшість шкіл Монтессорі у світі використовують цифрові технології з метою підготовки учнів до майбутнього. Технологія використовується не так, як у звичайному класі, натомість вона використовується «усвідомленим шляхом». Студенти не повинні замінювати діяльність у реальному світі на хай-тек.
Пристрої зазвичай не використовуються під час навчання студентів. Коли у студентів виникає запитання про щось, вони намагаються вирішити його самостійно, а не звертаються до пристрою, щоб спробувати знайти відповідь. Коли учень використовує пристрій, учитель очікує, що його будуть використовувати змістовно. За використанням технології має стояти конкретна мета. Перш ніж використовувати пристрій, студент повинен запитати себе, чи використання цього пристрою є найкращим способом, чи це єдиний спосіб виконати певне завдання. Якщо відповідь ствердна на обидва ці запитання, це вважатиметься вагомою причиною для використання технологій.

## Філософія Монтессорі
Основа філософії — це переконання, що, надаючи дитині відповідну освіту і необхідну свободу, забезпечуючи її потреби та виховуючи в ній впевненість у власних силах, любов до життя, повагу, у відповідь можна очікувати такого ж ставлення, а в майбутньому вона у повній мірі реалізує себе.
Задача методу полягає у підготовці дитини до життя, а не до школи. Монтессорі-культура міцно побудована на незалежності мислення і дій та повазі до себе, однолітків, викладачів, дорослих і світу навколо.

### Психологія
Монтессорі виділила певні елементи людської психології, а згодом її син і колега, Маріо Монтессорі, визначив їх як «людські тенденції» в 1957 році. Існують дебати щодо точного списку, але чітко визначено наступне:
- Абстракція
- Діяльність
- Комунікація
- Точність
- Дослідження
- Маніпуляції (середовищем і предметами)
- Порядок, послідовність
- Орієнтація (у середовищі)
- Повторювання
- Самовдосконалення
- Робота (також описана, як «цілеспрямована діяльність»)

### «Плани», або етапи розвитку
Монтессорі спостерігала чотири чіткі етапи, або «плани», у розвитку людини: від народження до 6 років, від 6 до 12, від 12 до 18 і від 18 до 24. Вона бачила різні особливості, режими навчання та закономірності розвитку у кожному із цих планів і вимагала освітніх підходів, специфічних для кожного періоду.
Перший план триває від народження до шестирічного віку. У цей період дитина зазнає вражаючого фізичного та психологічного розвитку. Дитина першого плану розглядається як цілісний, чуттєвий дослідник і учень, який займається психологічним самобудуванням та формуванням функціональної незалежності. Монтессорі ввела кілька концепцій, щоб пояснити цю роботу, включаючи розум, який все поглинає, сенситивні періоди та нормалізацію.
Навчальні матеріали, як-от літери з наждачного паперу, розроблені таким чином, щоб привертати увагу маленьких дітей.
Монтессорі описала здатність маленької дитини легко асимілювати сенсорні стимули свого оточення, включаючи інформацію від органів чуттів, мову, культуру та дослідження концепцій за допомогою терміну «розум, який все поглинає». Вона вважала, що це особливість мозку, властива тільки першому плану (етапу) розвитку, і що вона зникає, коли дитина наближається до шести років. Монтессорі також спостерігала і виявила періоди особливої чутливості до певних подразників протягом перших шести років життя, які вона назвала «сенситивними періодами». Монтессорі середовище в класі реагує на ці періоди, надаючи у доступ відповідні матеріали та діяльнність в той час, коли вчитель спостерігає певний сенситивний період в кожної окремої дитини.
Вона визначила такі періоди та їх тривалість:
- Освоєння мови — від народження до 6 років
- Інтерес до дрібних предметів — приблизно від 18 місяців до 3 років
- Порядок, послідовність — приблизно від 1 до 3 років
- Сенсорне вдосконалення — від народження приблизно до 4 років
- Соціальна поведінка — приблизно від 2+1⁄2 до 4 років

Також, Монтессорі спостерігала у дітей від трьох до шести років психологічний стан, який вона назвала «нормалізацією». Нормалізація виникає внаслідок концентрації та зосередженості на діяльності, яка відповідає потребам розвитку дитини, і характеризується здатністю зосереджуватися, а також «спонтанною дисципліною, безперервною та щасливою роботою, соціальними бажанням допомогти та співчуттям до інших»
Другий план (етап) розвитку охоплює вік приблизно від шести до дванадцяти років. Протягом цього періоду Монтессорі спостерігала фізичні та психологічні зміни у дітей, і вона розробила середовище в класі, уроки та матеріали, щоб реагувати на ці нові особливості. Фізично вона спостерігала втрату молочних зубів і подовження ніг і тулуба на початку етапу, а потім період рівномірного росту. Психологічно вона спостерігала «стадну поведінку», або схильність до роботи та спілкування в групах, а також розвиток здібностей розуму та уяви. З точки зору розвитку вона вважала, що робота дитини другого плану — це формування інтелектуальної незалежності, відчуття моралі та соціальної організації.
Третій план (етап) розвитку триває від приблизно дванадцяти років до приблизно вісімнадцяти років, охоплюючи період підліткового віку. Монтессорі характеризує третій план фізичними змінами статевого дозрівання, а також психологічними змінами. Вона наголосила на психологічній нестабільності та труднощах концентрації цього віку, а також на творчих схильностях і розвитку «почуття справедливості та особистої гідності». Вона використала термін «валоризація», щоб описати прагнення підлітків до зовнішньої оцінки своєї цінності. З точки зору розвитку, Монтессорі вважала, що робота дитини третього плану ґрунтується на створенні дорослого Я в суспільстві
Четвертий план (етап) розвитку триває від приблизно вісімнадцяти до приблизно двадцяти чотирьох років. Монтессорі порівняно мало написала про цей період і не розробила освітньої програми для цього віку. Вона передбачала, що молодь, підготовлена своїм досвідом Монтессорі-освіти на нижчих рівнях, готова повністю охопити вивчення культури та наук, щоб впливати на цивілізацію та керувати нею. Вона вважала, що економічна незалежність у формі роботи за гроші є критично важливою для цього віку, і вважала, що довільне обмеження кількості років навчання на рівні університету є непотрібним, оскільки вивчення культури може тривати протягом усього життя людини.

### Відношення до миру
Монтессорі вважала, що освіта відіграє важливу роль у досягненні миру у всьому світі  у своїй книзі «Освіта і мир» 1936 року заявила, що «запобігання конфліктам —це робота політики; встановлення миру — це завдання освіти». Вона вважала, що діти, яким дозволено розвиватися за їхніми внутрішніми законами розвитку, дадуть початок більш мирній і міцній цивілізації. З 1930-х років і до кінця свого життя вона дала низку лекцій і виступів на цю тему. У 2023 році книга "Освіта і мир"  видана у перекладі на українську мову громадською організацією Монтессорі ЮА. Це - перший переклад Марії Монтессорі українською, і він є особливо символічним, адже виданий у часи повномасштабної війни росії проти України. Передмову до українського видання написав правнук Марії — Александр Генні.

## Дослідження
В огляді за 2017 рік щодо оцінювання освітньої системи Монтессорі стверджується, що певні елементи методу Монтессорі (наприклад, навчання початковій грамотності за допомогою звукового підходу, вбудованого в насичений мовний контекст, а також сенсорна основа для математичної освіти) є ефективними. У той же час існують певні докази того, що діти можуть отримати когнітивну та соціальну користь від освіти Монтессорі, яка дотримується оригінальних принципів, менш ясно, чи сучасні адаптовані форми освіти Монтессорі є такими ж ефективними.
Дослідження 1975 року, опубліковане в монографіях Товариства дослідження розвитку дитини, показало, що щороку протягом чотирирічного періоду діти від початкової школи до 2-го класу за програмою Монтессорі мали вищі середні показники за шкалою інтелекту Стенфорд-Біне, ніж діти, що навчалися за традиційною програмою.
Дослідження 1981 року, опубліковане в Young Children, показало, що у певних сферах вони показали такі ж або кращі результати, ніж інші програми. Дослідження 2006 року, опубліковане в журналі Science, показало, що «при суворому дотриманні, освіта Монтессорі розвиває соціальні та академічні навички, які є рівними або перевершують ті, що розвиваються в інших типах шкіл». Інше дослідження в державних школах Мілвокі показало, що діти, які навчалися за методикою Монтессорі у віці 3–11 років, через кілька років перевершили своїх однокласників із математики та природничих наук; інше дослідження виявило, що навчання Монтессорі мало найбільший позитивний вплив на досягнення серед усіх оцінених програм.
Також у 2012 році проводилося дослідження, де спостереження велося за трьома групами дітей: діти проводили повний день у Монтессорі середовищі, додаткові заняття у середовищі Монтессорі, або взагалі не відвідували класи Монтессорі. Найбільш виразні показники розвитку когнітивних функцій, читання, математики, словникового запасу та вирішення соціальних проблем спостерігалися у першій групі.

## Торгова марка та брендинг
На думку багатьох прихильників Монтессорі, відсутність захисту торгової марки призвела до неправильного уявлення громадськості про метод, через те, що деякі школи використовують цей термін без дотримання принципів Монтессоріанства.

### Видатні особистості та школа Монтессорі
Серед відомих людей, які навчалися за системою Монтессорі, власниця та видавець «The Washington Post» Кетрін Грем, лауреат Нобелівської премії з літератури Габріель Гарсіа Маркес, письменниця Анна Франк, співзасновник Apple Стів Возняк, засновники Google Ларрі Пейдж та Сергій Брін, засновник інтернет-компанії Amazon.com Джефф Безос, співачка Тейлор Свіфт, Жаклін Кеннеді.
Махатма Ганді зауважив, що діти, навчаючись за допомогою цього методу, "не відчувають тягаря навчання, адже засвоюють усе в процесі гри". Індійський поет, лауреат Нобелівської премії Рабіндранат Тагор заснував мережу шкіл Монтессорі, щоб навчити дітей творчо самовиражатися.